# Révolte des Alpujarras
Ne doit pas être confondu avec Alpujarra Almeriense.
La révolte des Alpujarras est un soulèvement de la population morisque du royaume de Grenade, en Espagne, survenu au cours du règne de Philippe II, entre 1568 et 1571.
L'abondante population morisque grenadine entendait ainsi protester contre la sanction pragmatique de 1567 (es) qui portait atteinte à sa liberté religieuse. Après avoir pris le dessus sur les insurgés, la monarchie décida de disperser plus de 80 000 d'entre eux dans divers points de la péninsule Ibérique afin d'éviter à l'avenir que leur concentration facilitât de nouvelles rébellions. En raison de la gravité et de l'intensité des combats, les événements sont également parfois désignés sous le nom de guerre des Alpujarras.

## Déroulement
La régence d'Alger, dirigée par Euldj Ali, envoie dès 1568 une quarantaine de galères et de galiotes chargées d’armes et de soldats. L'expédition visait Almería, mais est globalement un échec. Une violente tempête disperse la flotte, mais près de 4 000 soldats arrivent à rejoindre les combattants morisques.  
Les Morisques de Grenade qui survécurent furent dispersés vers d'autres points de la couronne de Castille, principalement en Castille et en Andalousie occidentale.

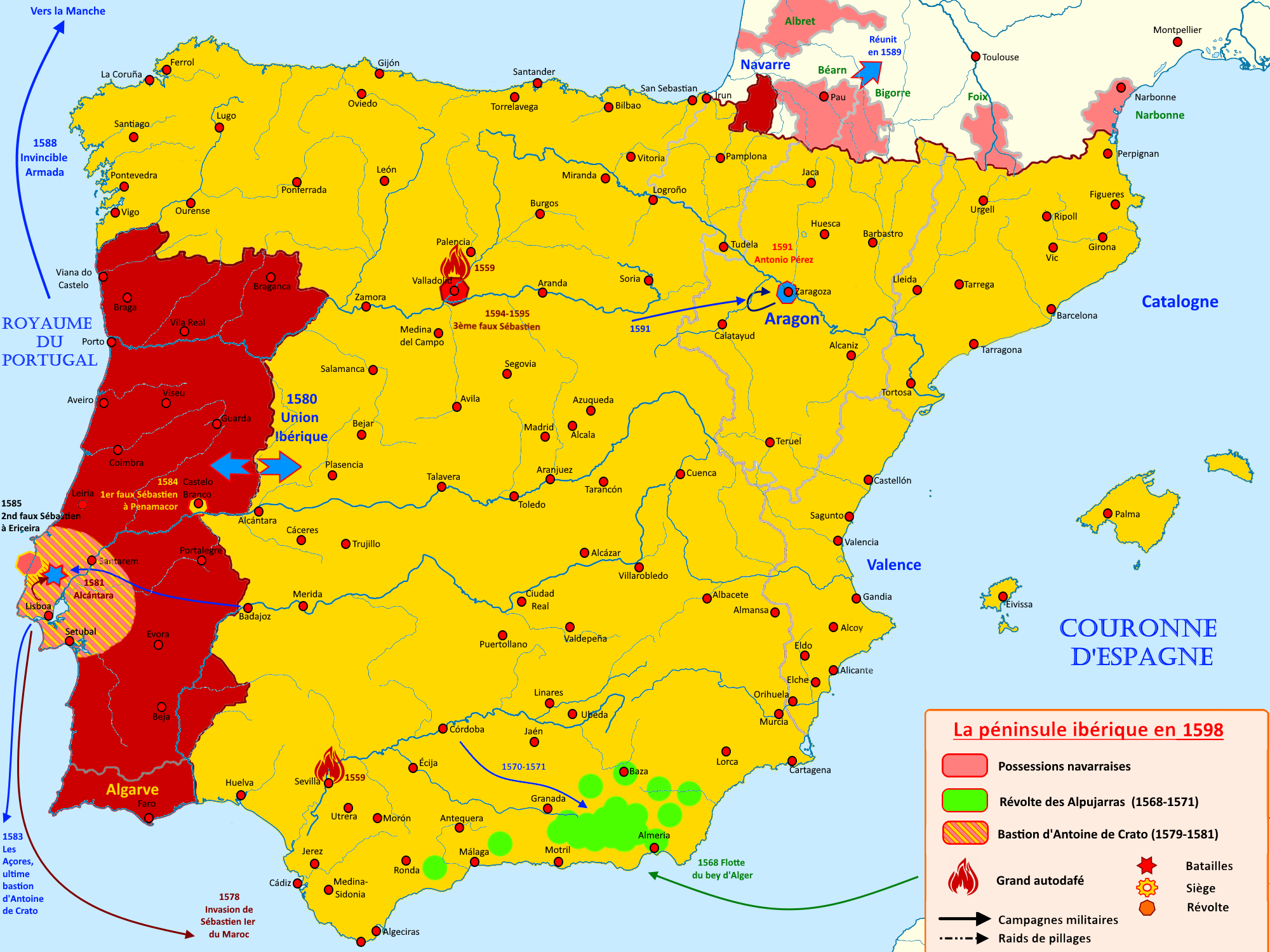
La péninsule, durant la révolte